# Anthelephila congoanus
Anthelephila congoanus es una especie de coleóptero de la familia Anthicidae.

## Distribución geográfica
Habita en la República del Congo.